# Tag der Vereinten Nationen
Der Tag der Vereinten Nationen (englisch United Nations Day) ist ein so genannter Welttag und wird am 24. Oktober begangen.
Der Tag der Vereinten Nationen erinnert an den 24. Oktober 1945, an dem die Charta der Vereinten Nationen in Kraft getreten ist. Er wurde am 31. Oktober 1948 eingeführt. Am 6. Dezember 1971 hat die UN-Vollversammlung den Tag der Vereinten Nationen zum internationalen Feiertag erklärt.